# Ermita de la Mare de Déu dels Àngels de la Jana
L'Ermita de la Mare de Déu dels Àngels de la Jana, està situada vora la carretera CV-10, a 350 m de la població. És una construcció de finals del segle xviii, amb una arquitectura pròpia del clasicisme il·lustrat barroc. Darrere de l'ermita es troba el cementiri.

## Història
En 1763, acabades les obres de l'església parroquial, es pensà ampliar la mateixa per fer una capella dedicada a la Mare de Déu dels Àngels, amb devoció en la població des del segle xvi, però la dificultat del projecte decidí a traslladar la construcció de la capella al paratge on, segons la tradició, es parà la mula que portava la imatge. Però no fou fins al 29 d'octubre de 1767 que es demanà llicència per la construcció, i el 13 de desembre del mateix any és col·locada la primera pedra. El temple degué ser dissenyat, segons Bautista i Garcia, per l'arquitecte Joan Josep Nadal, autor de l'església parroquial de la Vila-reial i que està documentat cap al 1760 a Torreblanca, població no lluny de la Jana. Amb tot, quan van començar les obres ja era mort, i per això es degueren deixar en mans de Fernando Molinos.
En agost de 1791, acabades les obres poc abans, es beneí el temple, i es van organitzar celebracions religioses, bous al carrer i teatre. A l'any següent es decora el cambril amb un retaule presidit per un quadre de la Mare de Déu del pintor sogorbí José Camarón Boronat.
Durant la Guerra civil l'interior fou destruït, i ja no torna a tenir ús litúrgic, utilitzant-se el temple com a magatzem.
L'edificació presenta un estat de conservació pèssim, pròxim a l'ensorrament definitiu. Té lesions constructives en diverses parts, com les humitats presents en les petxines de la cúpula, l'escletxa que obri la façana de dalt a baix i el desplom dels mur de tancament. La Conselleria de Cultura de la Generalitat Valenciana va aprovar i pagar el projecte de restauració l'any 2003, però no l'ha posat en marxa.
És un Bé de Rellevància Local amb la categoria de Monument d'Interès Local per la Disposició Addicional Quinta de la Llei 5/2007, de 9 de febrer, de la Generalitat Valenciana, del Patrimoni Cultural Valencià.

## Arquitectura

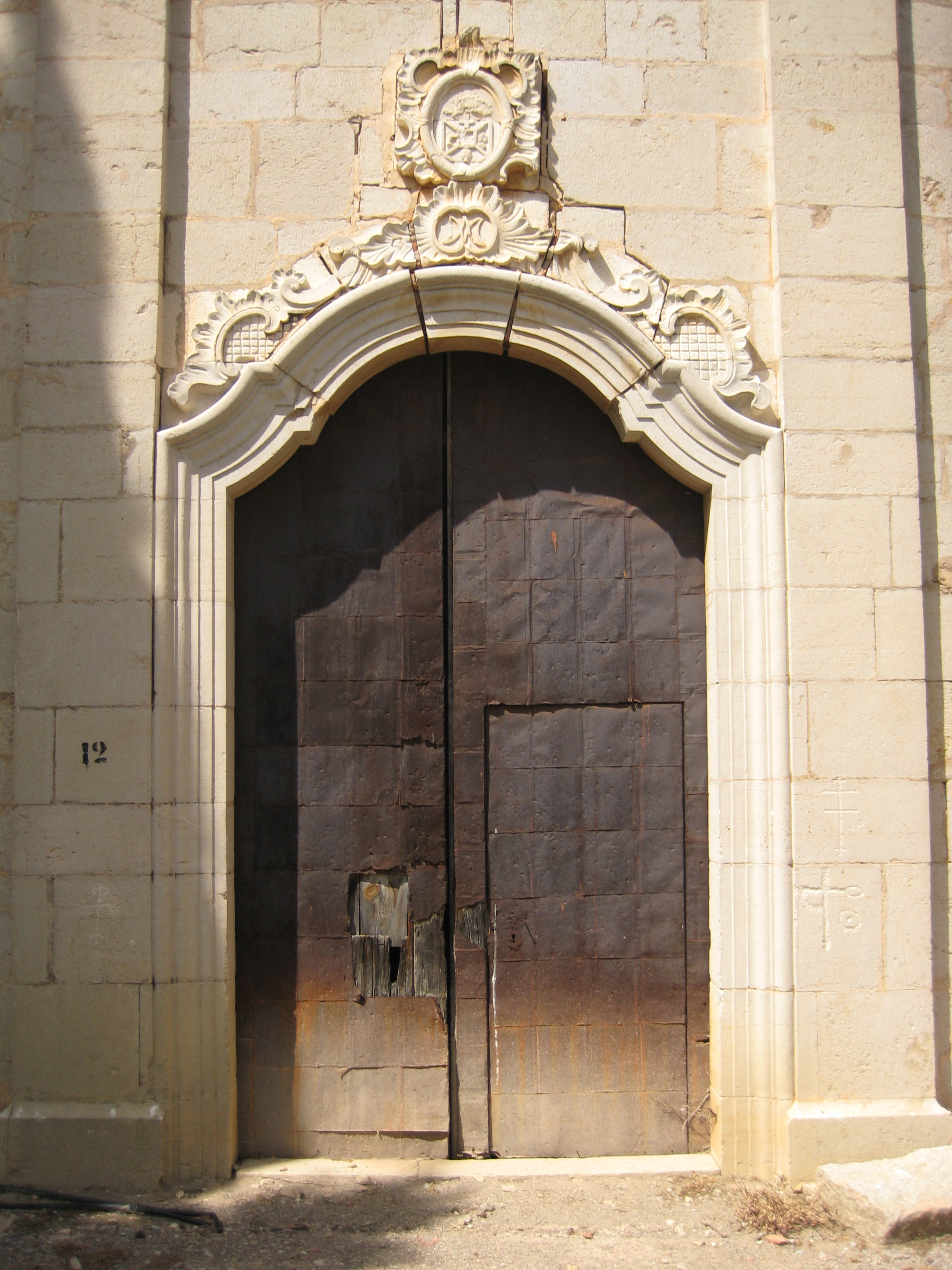
Portada

El temple presenta una planta centralitzada, de creu grega, amb els costats aixamfranats, cúpula sobre petxines i tambor octagonal amb finestres en cada cara, en el creuer, i una prolongació en la capçalera, formant un absis vuitavat, aquest cobert amb volta de quadrant d'esfera. Els espais restants es cobreixen per volta de canó.
La façana principal està delimitada per pilastres d'ordre gegant que arriben a una cornisa horitzontal, rematades per pinacles. En el centre, una portada amb el perímetre motllurat i l'arc mixtilíni, i per sobre, adornaments de rocalla i un oval amb l'escut del poble. Al damunt, prop de la cornisa, un ull de bou ovalat. I rematant la cornisa, una espadanya amb l'arquitrau ondulat.
L'interior està estructurat mitjançant unes pilastres d'ordre corinti amb el fust acanalat, i unes garlandes de flors i fruits per sota l'entaulament. Els murs del creuer tenen una disposició corba i la trobada dels angles dels murs una forma curvilínia. Rocalles de bona factura envolten les finestres i altres elements del sostre.
Aquest temple suposa un exemple clar de barroc classicista tardà, amb un caràcter cult i original, amb una composició geomètrica basada en traçats corbs, de moguts perfils borrominescos, en contraposició als valors estètics acadèmics del moment.

## Festivitat i tradicions
Actualment no se celebra la festivitat en l'ermita, d'ençà que en la Guerra civil es va destruir l'interior del temple i no es va a tornar a celebrar culte. Antigament el dia festiu era el segon dissabte després del diumenge de Resurrecció.
Segons la tradició, des de Catalunya dos peregrins arribaren a la vila portant una imatge de la Mare de Déu, que els janencs volien que es quedara, però els peregrins continuaren camí, i al sortir cap a Sant Mateu, a uns dos-cents passos del poble, la somera que portava la imatge es quedà parada, i no van poder moure-la de cap manera, i al deixar-la lliure, l'animal retornà a la vila, i els peregrins entraren la imatge a l'església.
En 1571 se celebraren unes festes en honor de la Mare de Déu dels Àngels per haver lliurat la vila de la pesta, i la van nomenar patrona del poble.